# Bundesstraße 427
Die Bundesstraße 427 (Abkürzung: B 427) verläuft zwischen Hinterweidenthal/Landkreis Südwestpfalz, Bad Bergzabern/Landkreis Südliche Weinstraße und Kandel/Landkreis Germersheim im südlichen Rheinland-Pfalz, Deutschland.

## Verlauf
Sie beginnt am Kreisverkehr beim Zubringer zur Anschlussstelle Kandel-Mitte der Bundesautobahn 65 und durchquert Kandel südwestwärts. Die B 427 führt weiter über Minfeld und biegt an dessen Gemeindeplatz gen Nordwesten ab. Die Straße verläuft nun über Felder, überquert die Pfälzische Maximiliansbahn und führt nun in Richtung Westen durch Winden, wo die Pfälzische Maximiliansbahn wieder unterquert wird, Hergersweiler, Oberhausen und an Kapellen-Drusweiler vorbei. 
Nach Kreuzung der Bundesstraße 38 und der Bundesstraße 48 erreicht die B 427 Bad Bergzabern, welches sie in nordwestlicher Richtung in den Pfälzerwald hinein wieder verlässt. Die Straße durchquert die inmitten dessen liegenden Gemeinden Birkenhördt und Lauterschwan gen Westen, verlässt den Wald wieder in nordwestlicher Richtung und verläuft durch Busenberg. Die B 427 orientiert sich nun ab Reichenbach am Verlauf der Wieslauterbahn und führt nordwärts durch Dahn, das wieder durch ein Waldgebiet hindurch verlassen wird. Immer noch an der Bahnlinie entlanggehend erreicht die B 427 Hinterweidenthal, an dessen nördlichem Ende sie schließlich in die Bundesstraße 10 mündet.

## Ausbau
Am 16. März 2017 wurde mit dem Bau der Ortsumgehung Bad Bergzabern begonnen. Die Länge der auszubauenden Strecke beträgt 2,6 Kilometer.